# 小行星20230
小行星20230（20230 Blanchard）是一颗绕太阳运转的小行星，为主小行星带小行星。该小行星于1997年12月6日发现。

## 轨道参数
小行星20230的轨道半长轴为2.3114441 UA，离心率为0.082。